# Thomas Bauser
Thomas Bauser (* 1965) ist ein deutscher Jazzmusiker (Hammondorgel).

## Wirken
Bauser absolvierte zunächst ein Klavierstudium an der Hochschule für Musik Freiburg (1985–1990); zwischen 1993 und 1997 schloss sich eine Jazzausbildung an der Swiss Jazz School in Bern an. 1998 wechselte er zur Orgel.
Jochen Baldes holte Bauser in seine Bands Subnoder und Kobal, mit denen Alben entstanden. Mit dem Gitarristen Franz Hellmüller und dem Schlagzeuger Michi Stulz gründete er das BHS Organ Trio, das 2011 sein Album Go veröffentlichte. Weiterhin war er aktiv in Bands wie Bucher’s Organ Book, Thomas Siffling Groove Jazz Quartett, Lorenzo Petrocca Organ Trio, Pascal Geiser Blues Band, Jörg Enz Organic Trio und der Hesse/Neuhaus/Bauser/Mudrack Groove Group. International wirkte er bei Konzerten und Tourneen mit u. a. Alex Sipiagin, John Swana, Ronnie Cuber, Al Jones, Louisiana Red, Jason Marshall und Adrian Mears. Er ist auch auf Aufnahmen von Jürgen Hagenlocher und Nilsa zu hören.
2003 begründete Bauser die Freiburger Reihe Hammond Jazz Night, die amerikanische, Schweizer und deutsche Hammondorganisten vorstellt und die er seit damals leitet und organisiert.
Bauser wirkt auch als Dozent für Jazzpiano an der Musikhochschule Freiburg.

## Diskographische Hinweise
- BHS Organ Trio: Go (Mons Records 2011)
- Isabelle Bodenseh, Lorenzo Petrocca, Thomas Bauser, Lars Binder: Mrs Bo’s Cookbook (HGBS 2018)